# Lavard Friisholm
Lavard Friisholm (nascut Friis-Holm, Kerteminde, 15 de gener de 1912 - 31 d'agost de 1999) va ser un violinista i director d'orquestra danès, conegut especialment com el líder de la Randers Byorkester, on va ser director i director musical de 1951 a 1982. Es va formar en violí amb Emil Telmányi i en direcció amb Thomas Jensen. De 1939 a 1950 va ser director de Det Unge Tonekunstnerselskabs Orkester (DUT) i de 1944 a 1978 del Collegium Musicum de Copenhaguen.